# Jean-Jacques Ampère
Jean-Jacques Ampère (Lió, 12 d'agost de 1800 - Pau, 27 de març de 1864) va ser un filòleg, escriptor i historiador francès. Se'l considera un dels precursors de la Literatura Comparada.
Fou el fill únic del matemàtic i físic André-Marie Ampère. Va estudiar música folklòrica i poesia popular dels països escandinaus en un viatge extens pel nord d'Europa. Va tornar a França en 1830 i va pronunciar una sèrie de conferències sobre poesia escandinava i alemanya a l'Athenaeum de Marsella. La primera d'aquestes conferències, impresa com De l'Histoire de la poésie (1830), va ser pràcticament la primera introducció del públic francès a l'epopeia d'Escandinàvia i Alemanya.
Es va traslladar a París on va ensenyar a la Sorbonne i fou professor d'història de literatura francesa al Collège de France.
Feu un viatge a Àfrica del nord (1841), al qual seguí un recorregut per Nàpols, Malta, Siros, Atenes, Éfeso, Magnesia, Sardes, Esmirna, Constantinoble i Roma, en companyia de Prosper Merimée, Jehan de Witte i Charles Lenormant. Aquest viatge va donar lloc a Voyage dantesque (imprès en el seu llibre La Grèce, Rome et Dante: études littéraires d'après nature, 1848), que va permetre popularitzar els estudis sobre Dante a França.
En 1842 fou escollit membre de l'Académie des inscriptions et belles-lettres i el 1848 es va convertir en membre de l'Acadèmia francesa i en 1851 va visitar Amèrica. A partir d'aquest moment, va estar ocupat amb la seva obra mestra L'Histoire romaine à Rome (4 vols., 1861-1864), fins a la seva mort a Pau.
El 1859 fou escollit soci de l'Accademia della Crusca.
En la vida social de París, formà part de l'entorn del saló de Julie Récamier, amb qui mantingué una llarga correspondència que es conserva a la biblioteca de l'Institut de France.
Correspondence et souvenirs (2 vols.) de A-M. i J-J. Ampère (1805-1854) va ser publicat en 1875. Altres notícies sobre J-J. Ampère es troben en Portraits littéraires, vol. iv., i Nouveaux Lundis, vol. xiii. de Sainte-Beuve; i en Portraits historiques et littéraires (2ª ed., 1875) de P. Merimée.
El Museu Ampère, prop de Lió, França, inclou alguns documents que presenten la vida i l'obra de Jean-Jacques Ampère.

## Obres principals
- De l'histoire de la poésie (1830)
- De la littérature française dans ses rapports avec les littératures étrangères au Moyen Âge (1833)
- Littérature et voyages : Allemagne et Scandinavie  (1833)
- Histoire littéraire de la France avant le XIIe s. (3 volums) (1839)
- Histoire de la littérature au Moyen Âge. De la formation de la langue française (3 volums) (1841)
- Ballanche (1849)
- La Grèce, Rome et Dante : études littéraires d'après nature (1848)
- Littérature, voyages et poésies (2 volums) (1848)
- L'histoire romaine à Rome (4 volums) (1856)
- César, scènes historiques (1859)
- Promenade en Amérique (2 volums) (1860)
- La science et les lettres en Orient (1865)
- Mélanges d'histoire et de littérature (2 volums) (1867)
- L'Empire romain à Rome (2 volums) (1867)
- Voyage en Égypte et en Nubie (1868)
- Christian ou l'année romaine (1887)